# Regola dei 18 elettroni
La regola dei 18 elettroni afferma che i complessi con un totale di 18 elettroni nel livello elettronico più esterno sono particolarmente stabili. Viene usata per razionalizzare struttura e stabilità dei complessi metallorganici dei metalli di transizione. La regola si basa sul fatto che il livello elettronico più esterno di un metallo di transizione consta di nove orbitali, che possono contenere un totale di 18 elettroni, in parte derivanti dal metallo e in parte donati dai leganti nel formare il complesso. Quando il livello è completo si raggiunge la configurazione elettronica (n−1)d10 ns2 np6, analoga a quella del gas nobile alla fine del periodo, e che rappresenta un guscio chiuso stabile. La regola funziona bene per complessi metallorganici, dove il metallo di transizione è in uno stato di ossidazione basso e i leganti sono buoni accettori π (π acidi). La regola non è utile invece per complessi non metallorganici o per complessi di metalli del blocco s, lantanoidi e attinoidi.

## Storia
Un primo tentativo di interpretazione della struttura di complessi metallocarbonilici fu fatto da Irving Langmuir nel 1921. Egli considerò che lo strato elettronico più esterno (cosiddetto di valenza) poteva contenere fino a 18 elettroni, e applicò queste considerazioni ai complessi Mo(CO)6, Fe(CO)5 e Ni(CO)4.
Un diverso metodo di conteggio fu introdotto nel 1927, quando Nevil Sidgwick estese ai composti di coordinazione la regola dell'ottetto di Lewis. Sidgwick assunse che per ottenere un composto stabile il metallo dovesse raggiungere lo stesso numero totale di elettroni del gas nobile successivo. La somma di tutti gli elettroni del metallo, compresi gli elettroni donati dai leganti, fu chiamata Numero Atomico Effettivo (in inglese EAN = Effective Atomic Number) e quando questo valore diventava 36 (Kr), 54 (Xe) o 86 (Rn) si diceva che la regola EAN era rispettata. La regola EAN diventò più popolare, e fu usata comunemente fino alla fine degli anni sessanta. 
In seguito si tornò a preferire la regola dei 18 elettroni, più semplice dato che si limita a contare solo gli elettroni presenti nello strato più esterno, e ha anche il vantaggio che un solo numero (18) vale per tutti i metalli di transizione.

## Esempi
La regola giustifica il fatto che i metallocarbonili stabili di cromo, ferro e nichel abbiano formula Cr(CO)6, Fe(CO)5 e Ni(CO)4. In tutti e tre i casi lo stato di ossidazione del metallo centrale è zero e, nel livello elettronico più esterno cromo, ferro e nichel possiedono sei, otto e dieci elettroni, rispettivamente. A questi vanno aggiunti gli elettroni donati dai leganti, cioè due elettroni per ciascun CO presente, che quindi sono 12 per Cr(CO)6, 10 per Fe(CO)5 e 8 per Ni(CO)4. In tutti e tre i casi si arriva quindi a un totale di 18 elettroni nel livello più esterno, raggiungendo la configurazione elettronica del gas nobile successivo, il cripto.
Altri esempi sono: il ferrocene (18 elettroni) è una molecola molto stabile, mentre altri metalloceni che non rispettano la regola dei 18 elettroni, come cobaltocene (19 elettroni) e nichelocene (20 elettroni), sono meno stabili e possiedono carattere riducente.

## Giustificazione teorica della regola dei 18 elettroni

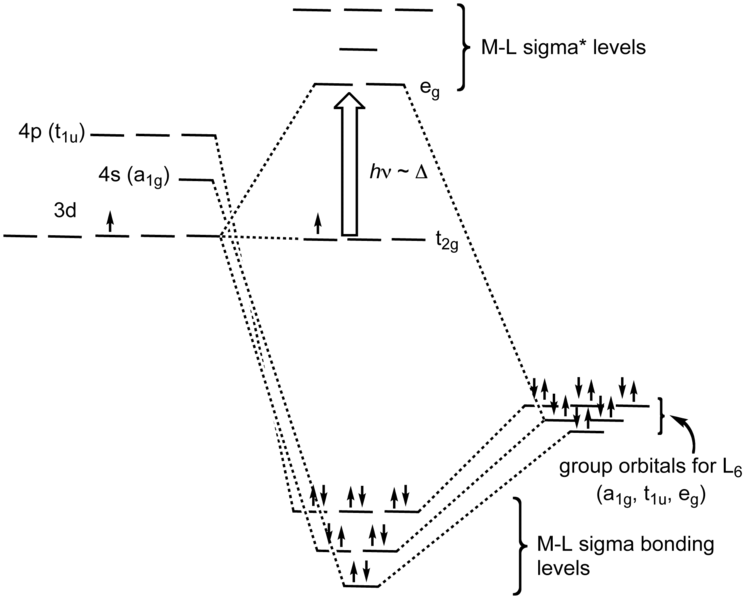
Figura 1. Schema degli orbitali molecolari di un complesso ottaedrico. Sono mostrate solo le interazioni di tipo σ. A sinistra è l'insieme di orbitali appartenente al metallo, mentre gli orbitali dei leganti sono a destra. Gli orbitali molecolari risultanti nel complesso sono al centro. Il composto illustrato è [Ti(H_{2}O)_{6}]^{3+}.

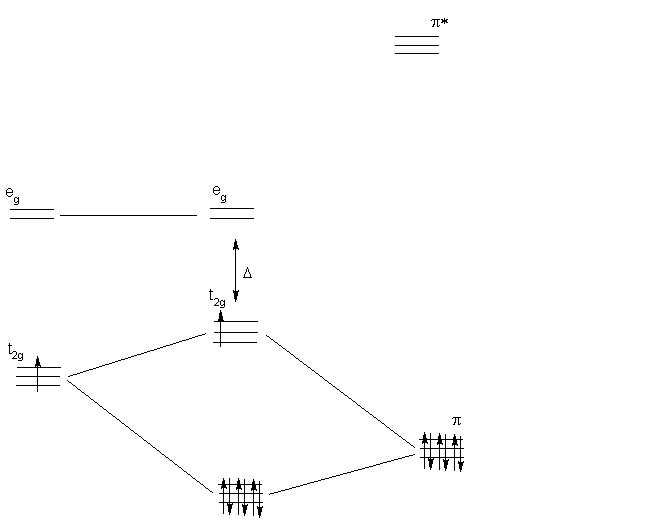
Figura 2. Effetto di leganti π donatori sulla posizione del livello t_{2g}. La grandezza di Δ diminuisce.

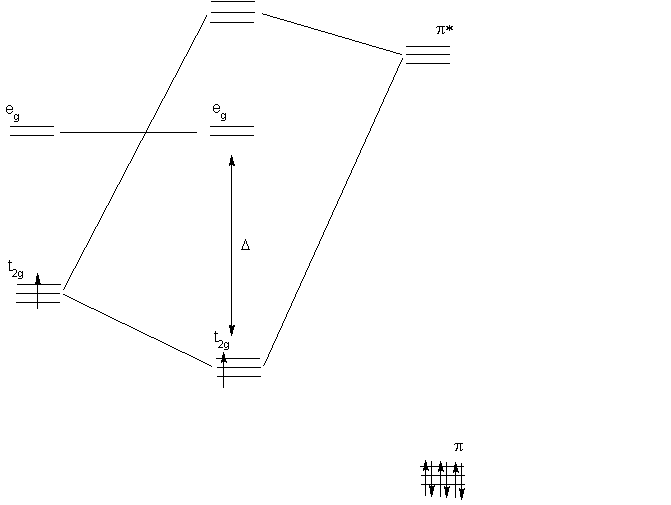
Figura 3. Effetto di leganti π accettori sulla posizione del livello t_{2g}. La grandezza di Δ aumenta.

La regola dei 18 elettroni fu originariamente enunciata in modo empirico, ma ha trovato in seguito supporto nella teoria degli orbitali molecolari. Per semplicità verrà illustrato solo il caso dei complessi ottaedrici. Il relativo diagramma di orbitali molecolari è illustrato in figura 1. La situazione più stabile sarà quella dove tutti gli orbitali di legame sono totalmente occupati, e tutti quelli di antilegame sono vuoti. Poiché gli orbitali di legame sono 9 (fino al t2g compreso), quando sono totalmente occupati conterranno un totale di 18 elettroni. Questo riempimento sarà raggiunto più facilmente se il complesso è a campo forte (con Δ grande), in modo da sfavorire l'occupazione del livello eg*.
Per i metalli della seconda e terza serie di transizione in effetti non si osservano composti con più di 18 elettroni, dato che il Δ è elevato e il livello eg* non viene occupato. Ci sono però vari casi di complessi con meno di 18 elettroni, favoriti da leganti elettronegativi come Cl− e F− che hanno orbitali π a energia minore del livello t2g. Con tali leganti π donatori il Δ tende a essere piccolo, e soprattutto il livello t2g acquista un certo carattere di antilegame (vedi figura 2) per cui non è conveniente riempirlo di elettroni. Alcuni esempi di questo tipo sono [WCl6]2− (14 elettroni), [OsCl6]2− (16 elettroni), [PtF6]− (17 elettroni). Si osservano invece raramente complessi a meno di 18 elettroni con leganti come CO e NO, che essendo buoni accettori π hanno orbitali π a energia maggiore del livello t2g del metallo. In questo caso (figura 3) il Δ viene incrementato (CO e NO sono leganti a campo forte nella serie spettrochimica), il livello t2g è stabilizzato e dunque riempirlo di elettroni porta a un aumento dell'energia di legame.
Nei complessi della prima serie di transizione il Δ è intrinsecamente minore ed è quindi facile occupare anche il livello eg*. Di conseguenza sono ben noti e stabili anche complessi con più di 18 elettroni nella seconda metà della serie 3d, come ad esempio [Co(H2O)6]2+ (19 elettroni), [Cu(NH3)6]2+ (21 elettroni), e [Zn(NH3)6]2+ (22 elettroni). Nella prima parte della serie 3d sono invece comuni complessi con meno di 18 elettroni, come ad esempio [TiF6]2− (12 elettroni) e [Cr(NH3)6]3+ (15 elettroni).
In generale si osserva che la regola dei 18 elettroni funziona principalmente con metalli ricchi di elettroni (è il caso dei bassi stati di ossidazione) e leganti che siano buoni accettori π (π acidi). Per questo motivo la regola dei 18 elettroni trova ampio utilizzo nei complessi metallorganici, allo scopo di predire stabilità e strutture elettroniche.

## Violazioni della regola dei 18 elettroni
Come già detto, la regola dei 18 elettroni funziona principalmente per complessi metallorganici, con metalli in basso stato di ossidazione e leganti π acidi. Esistono tuttavia varie eccezioni. Ad esempio Ru(CO)5 e Os(CO)5 sono instabili, pur essendo complessi a 18 elettroni come l'omologo Fe(CO)5. Altre violazioni si possono classificare come segue.

### Complessi a 16 elettroni
Una classe comune di complessi che violano la regola dei 18 elettroni è costituita dai complessi a 16 elettroni con configurazione d8. Sono complessi così stabili che si parla a volte di regola dei 16 elettroni. Questi complessi sono in genere planari quadrati. Alcuni esempi sono il complesso di Vaska, [Ir(CO)Cl(PPh3)2], [PtCl4]2−, e il sale di Zeise K[PtCl3(η2−C2H4)]. In questi casi l'orbitale dz2 è occupato da due elettroni e ha carattere di non legame. 
Molti cicli catalitici funzionano con complessi che si alternano tra configurazioni a 16 e a 18 elettroni. Esempi di questo tipo sono il processo Monsanto per la sintesi dell'acido acetico, le idrogenazioni, le idroformilazioni, le isomerizzazioni di olefine e alcune polimerizzazioni di alcheni.

### Complessi con più di 18 elettroni
Esistono vari casi di complessi con più di 18 elettroni. Gli esempi più noti sono il cobaltocene, Co(C5H5)2 (19 elettroni) e il nichelocene, Ni(C5H5)2 (20 elettroni).

### Complessi stericamente ingombrati
Esistono vari casi in cui l'ingombro sterico attorno al metallo può impedire l'avvicinamento di tutti i leganti necessari per arrivare ai 18 elettroni. Esempi:
- Ti(neopentil)4 (8 elettroni)
- Cp*2Ti(C2H4) (16 elettroni)
- V(CO)6 (17 elettroni)
- Cp*Cr(CO)3 (17 elettroni)
- Pt(PtBu3)2 (14 elettroni)
- Co(norbornil)4 (11 elettroni)
- [FeCp2]+ (17 elettroni)